# Alcott (inslagkrater)
Alcott is een inslagkrater op Venus. Alcott werd in 1991 genoemd naar de Amerikaanse auteur Louisa May Alcott (1832-1888).
De krater heeft een diameter van 66 kilometer en bevindt zich in het quadrangle Mylitta Fluctus (V-61). Lava die geproduceerd werd door een nabij gelegen vulkaan vulde op een gegeven moment de krater en veranderde de rand.